# Najskuteczniejsi strzelcy sezonów ekstraligi polskiej w hokeju na lodzie
Król strzelców – tytuł przyznawany dla hokeisty, który zdobył największą liczbę bramek w sezonie zasadniczym Polskiej Ligi Hokeja na Lodzie. Do sezonu 1982/1983 mistrzem Polski zostawała drużyna, która zajęła pierwsze miejsce w tabeli sezonu zasadniczego. Od sezonu 1983/1984 w polskiej najwyższej klasie rozgrywkowej wprowadzono system play-off, a mistrzem Polski zostawała drużyna, która wygrała finał.
W sezonie 1958/1959 triumfował zawodnik Górnika Katowice Kazimierz Małysiak. Począwszy od sezonu 1973/1974 redakcja Przeglądu Sportowego fundowała dla króla strzelców I ligi puchar. W sezonie 1989/1990 tytuł wywalczył zawodnik Towimoru Toruń Adam Fraszko.

## Zwycięzcy
W klasyfikacji oddzielnie ujęto zawodników, którzy zdobyli najwięcej bramek w sezonie zasadniczym oraz tych, którzy wygrali tę klasyfikację w spotkaniach play-off, a także hokeistów, którzy zdobyli najwięcej bramek łącznie w sezonie zasadniczym i play-off.
| Sezon | Runda            | Zawodnik                                      | Klub                                              | Liczba goli |
| ----- | ---------------- | --------------------------------------------- | ------------------------------------------------- | ----------- |
| 1956  | Sezon zasadniczy | Hilary Skarżyński                             | Górnik Katowice                                   | 28          |
| 1957  | Sezon zasadniczy | Marian Jeżak                                  | Legia Warszawa                                    | 23          |
| 1958  | Sezon zasadniczy | Kazimierz Bryniarski                          | Podhale Nowy Targ                                 | 24          |
| 1959  | Sezon zasadniczy | Kazimierz Małysiak                            | Górnik Katowice                                   | 23          |
| 1960  | Sezon zasadniczy | Adolf Wróbel III                              | Górnik Katowice                                   | 35          |
| 1961  | Sezon zasadniczy | Kazimierz Bryniarski                          | Podhale Nowy Targ                                 | 45          |
| 1962  | Sezon zasadniczy | Bronisław Gosztyła                            | Legia Warszawa                                    | 36          |
| 1963  | Sezon zasadniczy | Józef Manowski                                | Legia Warszawa                                    | 41          |
| 1964  | Sezon zasadniczy | Józef Manowski                                | Legia Warszawa                                    | 18          |
| 1965  | Sezon zasadniczy | Andrzej Fonfara                               | GKS Katowice                                      | 47          |
| 1966  | Sezon zasadniczy | Józef Manowski                                | Legia Warszawa                                    | 44          |
| 1967  | Sezon zasadniczy | Krzysztof Birula-Białynicki                   | ŁKS Łódź                                          | 31          |
| 1968  | Sezon zasadniczy | Krzysztof Birula-Białynicki                   | ŁKS Łódź                                          | 33          |
| 1969  | Sezon zasadniczy | Wiktor Pysz                                   | Cracovia                                          | 25          |
| 1970  | Sezon zasadniczy | Waldemar Załadas                              | Pomorzanin Toruń                                  | 46          |
| 1971  | Sezon zasadniczy | Eugeniusz Nowak                               | Polonia Bydgoszcz                                 | 43          |
| 1972  | Sezon zasadniczy | Tadeusz Obłój                                 | Baildon Katowice                                  | 39          |
| 1973  | Sezon zasadniczy | Leszek Tokarz                                 | Podhale Nowy Targ                                 | 41          |
| 1974  | Sezon zasadniczy | Walenty Ziętara                               | Podhale Nowy Targ                                 | 46          |
| 1975  | Sezon zasadniczy | Tadeusz Obłój                                 | Baildon Katowice                                  | 40 lub 39   |
| 1976  | Sezon zasadniczy | Henryk Pytel                                  | GKS Zagłębie Sosnowiec                            | 29          |
| 1977  | Sezon zasadniczy | Jan Mrugała                                   | Podhale Nowy Targ                                 | 64 lub 65   |
| 1978  | Sezon zasadniczy | Leszek Tokarz                                 | GKS Zagłębie Sosnowiec                            | 37          |
| 1979  | Sezon zasadniczy | Wiesław Jobczyk Andrzej Zabawa                | GKS Zagłębie Sosnowiec                            | 33          |
| 1980  | Sezon zasadniczy | Leszek Kokoszka                               | ŁKS Łódź                                          | 40          |
| 1981  | Sezon zasadniczy | Wiesław Jobczyk                               | GKS Zagłębie Sosnowiec                            | 45          |
| 1982  | Sezon zasadniczy | Wiesław Jobczyk                               | GKS Zagłębie Sosnowiec                            | 52          |
| 1983  | Sezon zasadniczy | Wiesław Jobczyk                               | GKS Zagłębie Sosnowiec                            | 52          |
| 1984  | Sezon zasadniczy | Jan Stopczyk Jan Piecko                       | ŁKS Łódź Polonia Bytom                            | 37          |
| 1984  | Play-off         |                                               |                                                   |             |
| 1984  | Cały sezon       |                                               |                                                   |             |
| 1985  | Sezon zasadniczy | Andrzej Zabawa Jan Piecko                     | GKS Zagłębie Sosnowiec Polonia Bytom              | 41          |
| 1985  | Play-off         |                                               |                                                   |             |
| 1985  | Cały sezon       |                                               |                                                   |             |
| 1986  | Sezon zasadniczy | Andrzej Zabawa                                | GKS Zagłębie Sosnowiec                            | 52          |
| 1986  | Play-off         |                                               |                                                   |             |
| 1986  | Cały sezon       |                                               |                                                   |             |
| 1987  | Sezon zasadniczy | Roman Steblecki                               | Cracovia                                          | 34          |
| 1987  | Play-off         |                                               |                                                   |             |
| 1987  | Cały sezon       |                                               |                                                   |             |
| 1988  | Sezon zasadniczy | Marek Stebnicki                               | Polonia Bytom                                     | 44          |
| 1988  | Play-off         |                                               |                                                   |             |
| 1988  | Cały sezon       |                                               |                                                   |             |
| 1989  | Sezon zasadniczy | Piotr Zdunek Adam Fraszko                     | GKS Zagłębie Sosnowiec Towimor Toruń              | 27          |
| 1989  | Play-off         |                                               |                                                   |             |
| 1989  | Cały sezon       |                                               |                                                   |             |
| 1990  | Sezon zasadniczy | Roman Steblecki                               | Cracovia                                          | 57          |
| 1990  | Play-off         |                                               |                                                   |             |
| 1990  | Cały sezon       |                                               |                                                   |             |
| 1991  | Sezon zasadniczy | Wojciech Tkacz                                | Górnik 1920 Katowice                              | 32          |
| 1991  | Play-off         |                                               |                                                   |             |
| 1991  | Cały sezon       |                                               |                                                   |             |
| 1992  | Sezon zasadniczy | Janusz Hajnos                                 | Podhale Nowy Targ                                 | 28          |
| 1992  | Play-off         |                                               |                                                   |             |
| 1992  | Cały sezon       |                                               |                                                   |             |
| 1993  | Sezon zasadniczy | Mariusz Puzio                                 | Polonia Bytom                                     | 39          |
| 1993  | Play-off         |                                               |                                                   |             |
| 1993  | Cały sezon       |                                               |                                                   |             |
| 1994  | Sezon zasadniczy | Mariusz Puzio                                 | Polonia Bytom                                     | 41          |
| 1994  | Play-off         |                                               |                                                   |             |
| 1994  | Cały sezon       |                                               |                                                   |             |
| 1995  | Sezon zasadniczy | Sławomir Wieloch                              | Unia Oświęcim                                     | 36          |
| 1995  | Play-off         |                                               |                                                   |             |
| 1995  | Cały sezon       |                                               |                                                   |             |
| 1996  | Sezon zasadniczy | Władimir Paszkin                              | Stoczniowiec Gdańsk                               | 36          |
| 1996  | Play-off         |                                               |                                                   |             |
| 1996  | Cały sezon       |                                               |                                                   |             |
| 1997  | Sezon zasadniczy | Andrej Husau                                  | Podhale Nowy Targ                                 | 36          |
| 1997  | Play-off         |                                               |                                                   |             |
| 1997  | Cały sezon       |                                               |                                                   |             |
| 1998  | Sezon zasadniczy | Artur Ślusarczyk                              | KTH Krynica                                       | 30          |
| 1998  | Play-off         |                                               |                                                   |             |
| 1998  | Cały sezon       |                                               |                                                   |             |
| 1999  | Sezon zasadniczy | Witalij Semenczenko                           | Tymbark Podhale Nowy Targ                         | 53          |
| 1999  | Play-off         |                                               |                                                   |             |
| 1999  | Cały sezon       |                                               |                                                   |             |
| 2000  | Sezon zasadniczy | Roman Škutchan                                | Stoczniowiec Gdańsk                               | 23          |
| 2000  | Play-off         | Robert Kwiatkowski                            | Dwory Unia Oświęcim                               | 11          |
| 2000  | Cały sezon       | Robert Kwiatkowski                            | Dwory Unia Oświęcim                               | 31          |
| 2001  | Sezon zasadniczy | Andrej Pryma                                  | KTH Krynica                                       | 30          |
| 2001  | Play-off         | Mariusz Puzio                                 | Dwory Unia Oświęcim                               | 10          |
| 2001  | Cały sezon       | Andrej Pryma                                  | KTH Krynica                                       | 36          |
| 2002  | Sezon zasadniczy | Karel Horný                                   | GKS Tychy                                         | 32          |
| 2002  | Play-off         |                                               |                                                   |             |
| 2002  | Cały sezon       |                                               |                                                   |             |
| 2003  | Sezon zasadniczy | Mariusz Puzio                                 | Dwory Unia Oświęcim                               | 36          |
| 2003  | Play-off         |                                               |                                                   |             |
| 2003  | Cały sezon       |                                               |                                                   |             |
| 2004  | Sezon zasadniczy | Leszek Laszkiewicz                            | Dwory Unia Oświęcim                               | 25          |
| 2004  | Play-off         |                                               |                                                   |             |
| 2004  | Cały sezon       |                                               |                                                   |             |
| 2005  | Sezon zasadniczy | Zdeněk Jurásek                                | Stoczniowiec Gdańsk                               | 34          |
| 2005  | Play-off         |                                               |                                                   |             |
| 2005  | Cały sezon       |                                               |                                                   |             |
| 2006  | Sezon zasadniczy | Leszek Laszkiewicz                            | MKS ComArch Cracovia                              | 45          |
| 2006  | Play-off         |                                               |                                                   |             |
| 2006  | Cały sezon       |                                               |                                                   |             |
| 2007  | Sezon zasadniczy | Jarosław Różański                             | Wojas Podhale Nowy Targ                           | 32          |
| 2007  | Play-off         |                                               |                                                   |             |
| 2007  | Cały sezon       |                                               |                                                   |             |
| 2008  | Sezon zasadniczy |                                               |                                                   |             |
| 2008  | Play-off         |                                               |                                                   |             |
| 2008  | Cały sezon       |                                               |                                                   |             |
| 2009  | Sezon zasadniczy | Milan Baranyk                                 | Wojas Podhale Nowy Targ                           | 33          |
| 2009  | Play-off         |                                               |                                                   |             |
| 2009  | Cały sezon       |                                               |                                                   |             |
| 2010  | Sezon zasadniczy | Leszek Laszkiewicz                            | MKS ComArch Cracovia                              | 33          |
| 2010  | Play-off         | Adrian Parzyszek                              | GKS Tychy                                         | 10          |
| 2010  | Cały sezon       | Vladimír Luka                                 | KH Pol-Aqua Zagłębie Sosnowiec                    | 38          |
| 2011  | Sezon zasadniczy | Leszek Laszkiewicz                            | MKS ComArch Cracovia                              | 30          |
| 2011  | Play-off         | Róbert Krajči                                 | Aksam Unia Oświęcim                               | 10          |
| 2011  | Cały sezon       | Leszek Laszkiewicz                            | MKS ComArch Cracovia                              | 38          |
| 2012  | Sezon zasadniczy | Leszek Laszkiewicz                            | MKS ComArch Cracovia                              | 43          |
| 2012  | Play-off         | David Kostuch                                 | MKS ComArch Cracovia                              | 7           |
| 2012  | Cały sezon       | Leszek Laszkiewicz                            | MKS ComArch Cracovia                              | 47          |
| 2013  | Sezon zasadniczy | Mikołaj Łopuski Richard Král                  | GKS Tychy JKH GKS Jastrzębie                      | 26          |
| 2013  | Play-off         | Josef Fojtík                                  | MKS ComArch Cracovia                              | 12          |
| 2013  | Cały sezon       | Mikołaj Łopuski Josef Fojtík Mateusz Danieluk | GKS Tychy MKS ComArch Cracovia JKH GKS Jastrzębie | 32          |
| 2014  | Sezon zasadniczy | Martin Vozdecký                               | Ciarko PBS Bank KH Sanok                          | 36          |
| 2014  | Play-off         | Martin Vozdecký                               | Ciarko PBS Bank KH Sanok                          | 10          |
| 2014  | Cały sezon       | Martin Vozdecký                               | Ciarko PBS Bank KH Sanok                          | 46          |
| 2015  | Sezon zasadniczy | Damian Kapica Jordan Pietrus                  | MMKS Podhale Nowy Targ Ciarko PBS Bank KH Sanok   | 28          |
| 2015  | Play-off         | Josef Vítek                                   | GKS Tychy                                         | 9           |
| 2015  | Cały sezon       | Damian Kapica                                 | MMKS Podhale Nowy Targ                            | 31          |
| 2016  | Sezon zasadniczy | Martin Przygodzki                             | TMH Polonia Bytom                                 | 35          |
| 2016  | Play-off         | Krystian Dziubiński                           | MKS ComArch Cracovia                              | 12          |
| 2016  | Cały sezon       | Michael Cichy                                 | Orlik Opole/Ciarko PBS Bank STS Sanok             | 43          |
| 2017  | Sezon zasadniczy | Michael Cichy                                 | Orlik Opole                                       | 30          |
| 2017  | Play-off         | Damian Kapica                                 | MKS ComArch Cracovia                              | 11          |
| 2017  | Cały sezon       | Michael Cichy                                 | Orlik Opole                                       | 32          |
| 2018  | Sezon zasadniczy | Andrej Themár                                 | Tauron KH GKS Katowice                            | 31          |
| 2018  | Play-off         | Elvijs Biezais                                | TatrySki Podhale Nowy Targ                        | 10          |
| 2018  | Cały sezon       | Andrej Themár                                 | Tauron KH GKS Katowice                            | 35          |
| 2019  | Sezon zasadniczy |                                               |                                                   |             |
| 2019  | Play-off         |                                               |                                                   |             |
| 2019  | Cały sezon       |                                               |                                                   |             |
| 2020  | Sezon zasadniczy |                                               |                                                   |             |
| 2020  | Play-off         |                                               |                                                   |             |
| 2020  | Cały sezon       |                                               |                                                   |             |
| 2021  | Sezon zasadniczy |                                               |                                                   |             |
| 2021  | Play-off         |                                               |                                                   |             |
| 2021  | Cały sezon       |                                               |                                                   |             |
| 2022  | Sezon zasadniczy | Jakub Bukowski                                | STS Sanok                                         | 27          |
| 2022  | Play-off         | Grzegorz Pasiut                               | GKS Katowice                                      | 10          |
| 2022  | Cały sezon       |                                               |                                                   |             |